# Breathe Me
Breathe Me è un singolo della cantante australiana Sia, estratto dall'album in studio Colour the Small One.
La canzone è stata usata come colonna sonora per gli ultimi minuti dell'ultima puntata del telefilm Six Feet Under e anche per il finale della ventinovesima stagione de  I Simpson  .

## Tracce
1. Breathe Me – 4:36
2. Breathe Me (Mylo Remix) – 6:26

## Classifiche
| Classifica (2004) | Posizione massima |
| ----------------- | ----------------- |
| Regno Unito       | 71                |
| Classifica (2011) | Posizione massima |
| Danimarca         | 19                |